# فاناكولا (مقاطعة هرجو)
فاناكولا (بالإنجليزية: Vanaküla, Harju County)‏ هي قرية تقع في إستونيا في Kuusalu Parish.[بحاجة لمصدر]